# 老龙口水库
老龙口水库是中国辽宁省锦州市义县境内的一座水库，位于细河支流沙河上，建于1975年。水库正常库容为2040万立方米，集雨面积为210平方千米，海拔为95.5米。